# トロピカルVACATION
『トロピカルVACATION』（トロピカル・バケーション）は、Twinkleから2014年10月31日に発売されたリゾートアドベンチャーゲームである。
2009年発売の『トロピカルKISS』の続編にあたり、前作のキャラクターも登場する。

## あらすじ
巨大スパリゾート施設「ALOHA」（アロハ）のすぐ隣に、同業他社の「COCKTAIL OCEAN」（カクテル・オーシャン）がオープンする。COはALOHAよりも優れた設備を備えながらも、サービスの質が悪いことから客足が遠のき、経営危機に陥る。困り果てた運営会社は、サービスの修業に出ていた柿木坂八雲に再建を託すことになる。COの立て直しに乗り出した八雲は4人の女性と再会する。

## 登場人物

### メインキャラクター
柿木坂 八雲（かきのきざか やくも）
主人公。
神楽坂 波音（かぐらざか なみね）
声 - 夏野こおり
出身地：フランス（パリ） / 年齢：23歳 / 身長：158cm / スリーサイズ：Dカップ
タヒチをイメージした太平洋ゾーン担当。八雲がフランスで働いていたレストランのオーナーの娘。渚と仲が悪い。
深海 渚（ふかみ なぎさ）
声 - 雪村とあ
出身地：東京 / 年齢：23歳 / 身長：163cm / スリーサイズ：Fカップ
インドの雰囲気とモルディブの海をイメージしたインド洋ゾーン担当。八雲が家を出たときに住んでいたアパートでは部屋が隣同士だった。波音と仲が悪い。
喜多見 水萌（きたみ みなも）
声 - 小倉結衣
出身地：スペイン（バレンシア） / 年齢：18歳 / 身長：160cm / スリーサイズ：Bカップ
シチリアをイメージした地中海ゾーン担当。親戚の家に遊びに行ったときに、旅行中の八雲と出会って一緒に観光したことがある。実は、八雲とは婚約関係にある。
多嘉良 いちこ（たから いちこ）
声 - 桃井穂美
出身地：沖縄（那覇） / 年齢：20歳 / 身長：148cm / スリーサイズ：Cカップ
沖縄をイメージした沖縄ゾーン担当。通称わんこ。沖縄に住んでいたときに海で溺れたところを八雲に助けられ、人工呼吸をされた。

### サブキャラクター
クリオネ
声 - 藤乃理香
COの経営会社KTSが開発したお掃除ロボット。クリオネをイメージして製作された。
恋ヶ窪 千早（こいがくぼ ちはや）
声 - 花澤さくら
COの受付担当。水萌と同じ学園に通っている。
所 娘乱（ところ こらん）
声 - 星野七海
支配人。カップリング好きの腐女子。従業員には「しょこ」、「しょこらん」と呼ばせている。
向日 葵（むこう あおい）
声 - 葵時緒
KTSの社長秘書。今はCOで八雲の補佐をしている。無類の猫好き。
田和峰 栄太（たわみね えいた）
声 - 三楽章
COの従業員。通称ターミネーター。名前にコンプレックスを持っており、鸞鳥院白虎というHNを使用している。生粋のオタク。
マスター
声 - 鳩崎貴敏
伝説のバーテンダー。

## スタッフ
- プロデューサー：小田光徳
- ディレクター：ざくそん
- 原画：こうたろ
- SD原画：すまき俊悟
- SDキャラ・カットイン：鰯
- シナリオ：木村ころや
- 音楽：Angel Note / 小池雅也
- ムービー制作：URA（エーシープロムナード）

## 主題歌
オープニングテーマ『ポップでショックなKISS事件』
作詞：畑亜貴 / 作曲：小池雅也 / 歌：新田恵海
エンディングテーマ『トロピカル☆マーメイド』
作詞：月宮うさぎ / 作曲：小池雅也 / 歌：μ